# Nouhak Phoumsavanh
Nouhak Phoumsavanh (Ban Phalouka, 9 aprile 1910 – 9 settembre 2008) è stato un rivoluzionario, politico e patriota laotiano, Presidente del Laos dal 1992 al 1998.

## Biografia
Nouhak, di discendenza vietnamita, nacque a Ban Phalouka (secondo le fonti ufficiali nel 1910, ma altri fissano la data di nascita al 1914). Ebbe due mogli, entrambe vietnamite: sposò la prima nel 1933 e la seconda nel 1944.
Nel 1945 fu tra i fondatori del movimento di resistenza laotiano Lao Issara, allineato ai Viet Minh di Ho Chi Minh; nel 1949 divenne presidente del comitato della resistenza per le regioni orientali, quindi nel 1950 ministro delle Finanze del "governo di resistenza" del Pathet Lao. Con la fondazione del Partito Rivoluzionario del Popolo Lao (allora Partito del Popolo Lao) nel 1955, Nouhak risultò il secondo eletto al suo Comitato Centrale e divenne segretario del Partito di Vientiane.
Quando venne siglata una tregua fra governo e resistenza, nel 1958 entrò nell'Assemblea Nazionale, ma venne arrestato l'anno successivo, riuscendo a fuggire nel 1960 insieme a Souphanouvong. Riparò quindi a Khangkhay, dove divenne segretario della locale Cellula del Partito. Al secondo Congresso del Partito (febbraio 1972) venne eletto membro dell'Ufficio Politico, responsabile per gli affari economici.
Con la vittoria del 1975, Nouhak divenne vicepresidente del Consiglio dei ministri e ministro delle Finanze, considerato il numero due dell'allora leader del Paese, Kaysone Phomvihane. Nel 1982 divenne primo vicepresidente del Consiglio, nonché membro permanente del Consiglio stesso con la responsabilità degli affari economici. Nel 1989 venne eletto per la prima volta all'Assemblea Nazionale del Laos e ne fu subito nominato presidente; quello stesso anno, venne anche chiamato a presiedere una commissione incaricata di redigere la nuova Costituzione, che entrò ufficialmente in vigore nel 1991 e che istituì il ruolo esecutivo del presidente della Repubblica, carica assunta immediata da Kaysone.
Dopo la morte di Kaysone, l'Assemblea Nazionale elesse Nouhak suo successore. Benché Nouhak fosse a tutti gli effetti il capo dello Stato, il vero potere era detenuto dall'allora primo ministro Khamtai Siphandon, che era presidente del Partito. Nel 1998, quando Khamtai decise di assumere la presidenza della Repubblica, Nouhak si fece da parte, evitando una lotta di potere.
Rimase membro dell'Ufficio Politico fino al 1996, quando divenne consigliere esecutivo del Comitato Centrale, carica che mantenne fino alla morte. Fino al 2007, inoltre, compiva frequenti visite nelle province laotiane per ispezionarle. 
Morì il 9 settembre 2008 (fonti laotiane riferirono per cause naturali); dal 10 al 14 settembre, giorno in cui fu cremato, fu proclamato il lutto nazionale e la commissione incaricata di organizzare i suoi funerali fu presieduta dal presidente della Repubblica Choummaly Sayasone.